# Highline Botanical Garden
El Highline Botanical Garden (HBG), es un jardín botánico 
de 10.5 acres de extensión (42.492 m²) administrado por la comunidad de Sea-Tac, en Washington. 

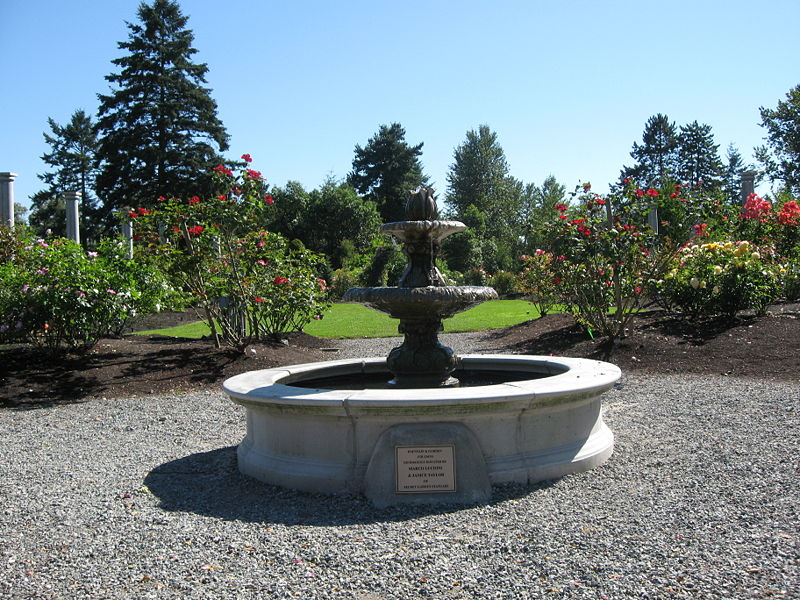
Fuente ubicada en el jardín.

## Localización
El jardín está localizado a 1 milla al norte del Aeropuerto Internacional de Seattle-Tacoma, y justo al sur del «North SeaTac Park Community Center» y del «SeaTac Senior Center buildings». 
El jardín está abierto a diario a partir de 7 de la mañana hasta el anochecer. La entrada al jardín es libre. 
En un jardín botánico perteneciente a la comunidad ubicado en el 13735 24th Avenue South, Sea-Tac, Washington, EE. UU.

## Historia
El jardín tiene su inicio como una plantación privada por Elda y el Ray Behm en un terreno de 1 acre de extensión. Su propiedad fue propuesta para demolición a mediados de la década de 1990 para la creación de la tercera pista del Aeropuerto Internacional de Seattle-Tacoma. 
En 1999 se llegó al acuerdo de volver a poner las plantaciones existentes sobre nueva tierra para formar un jardín botánico nuevo adyacente al centro de la comunidad más al norte de SeaTac. 
Comenzando en el 2000, entre el 85% y el 90% de las plantas fueron trasplantadas por unos 200 voluntarios para formar el jardín inicial del 2 acres. 
Actualmente tiene unas 10,5 acres de extensión, con varios estanques en desarrollo activo. El plan maestro de HBG fue trazado por el diseñador de paisajes local Greg Butler en 1999, y revisado por Greg y Michael Hankinson, arquitecto paisajista para el «National Parks System» (Sistema de Parques Nacionales), en 2001. 
Se han añadido una serie de jardines temáticos que plantan y mantienen los voluntarios de varias sociedades hortícolas, «King County Iris Society», «Puget Sound Daylily Club», «Seattle Rose Society», y por el «City of SeaTac Parks Department».

## Colecciones
Sus colecciones de plantas se encuentran agrupadas en varios jardines temáticos:
- «Elda Behm's Paradise Garden» de 1 acre de extensión es una recreación simbólica del jardín original de Elda Behm, siendo el núcleo principal del jardín botánico. Su parte central es una corriente de agua con cascada que termina en un estanque con plantas acuáticas adornado de enormes piedras erráticas de origen glaciar que se encontraron en las excavaciones de acondicionamiento del terreno. Una colección de Rhododendrons que incluye tanto especies silvestres, como híbridos, junto a unos grandes especímenes de Parrotia persica y Pinus strobus 'Pendula' replantados procedentes del jardín original y árboles caducifolio de Aceres japoneses, Styrax japonica, Stewartia pseudocamellia, Halesia monticola, Pawlonia tomentosa, y muchos más.
- «Seike Japanese Garden», jardín japonés con todos sus elementos característicos, linternas de piedra, cascada, estanque con kois y puente de piedra.

La zona de los lechos florales: 
- «King County Iris Society», el primer club altruista en ubicarse en el botánico, sus miembros se encargan de mantenerlo a lo largo de todo el año, con una colección de Iris enanos miniatura, enanos intermedios, de arriates, miniatura altos, altos, históricos.
- «Puget Sound Daylily Club», el segundo club en alojarse, con plantaciones de Hemerocallis, especies silvestres y cultivares
- «Seattle Rose Society Celebration Garden», fue el tercer club en implantarse con sus colecciones de rosas, que constituyen una rosaleda de exhibición.
- «Natural Yard Care Garden», proyecto en ejecución
- «Sensory Garden», proyecto en ejecución